# فخرالدوله دیلمی
علی دیلمی ملقب به فخرالدوله و مُکَنّیٰ به ابوالحسن پسر رکن‌الدوله دیلمی و برادر مؤیدالدوله و عضدالدوله دیلمی بود. پس از مرگ رکن‌الدوله ولایت جبال به دو فرزندش مؤیدالدوله و فخرالدوله رسید و بر طبق وصیت پدر او می‌بایست از برادر بزرگ خود عضدالدوله فرماندار فارس تبعیت کند و امارت او به نیابت برادر و تحت نظارت او باشد. مؤیدالدوله از همان آغاز تفوق و حمایت برادر بزرگ‌تر را پذیرفت، اما فخرالدوله زیر بار تحکم فرماندار فارس نرفت. قلمرو جبال هم بیشترش به مؤیدالدوله رسید. پس از شکست از برادرش مؤیدالدوله که به اشارت برادر بزرگتر به مقابله با او رفته بود به خراسان گریخت.
پس از مرگ زودهنگام برادرش، مؤیدالدوله، صاحب بن عباد وزیر مقتدر مؤیدالدوله، او را از خراسان به ری فرا خواند. فخرالدوله در ری به سلطنت ولایات جبال نشست و تقریباً تمام قلمرو پدر که نواحی ری، اصفهان و جرجان را در بر می‌گرفت، تحت فرمانروایی او درآمد. وزارت هم به صاحب بن عباد تعلق گرفت که فخرالدوله سلطنت خود را مدیون او بود.
قادر خلیفهٔ بغداد نیز به درخواست صمصام‌الدوله برای وی خلعت و فرمان فرستاد که در واقع با وصفی که او به سلطنت رسیده بود، به آن نیازی نداشت. اما این اقدام از جانب صمصام موجب دوستی برادرزاده و عمو گشت و موضع صمصام را در داخل خانواده تحکیم کرد.
چند سال بعد در فترت بعد از مرگ شرف‌الدوله ۳۷۹ قمری که صمصام نیز در زندان بود، فخرالدوله با عنوان بزرگ خاندان آل بویه یا رفع اختلاف برادرزادگان به اندیشهٔ تسخیر بغداد افتاد. از ری لشکر به همدان برد و از راه اهواز عزیمت بغداد کرد اما با مقاومت برادرزادهٔ دیگرش بهاءالدوله مواجه گشت و اندیشهٔ عزیمت را رها کرد و از آن پس همچنان به امارت ولایات جبال بسنده کرد.

فخرالدوله در شعبان ۳۸۷ قمری در قلعه طبرک نزدیک ری وفات یافت و چون وفاتش با شورش دسته‌ای از سپاه مقارن افتاد، جنازهٔ او چند روز بر روی زمین ماند. هنگام مرگ ۴۶ سال داشت. امروزه در پای کوه نقارخانه گورستانی سلطنتی از آل بویه وجود دارد که بقایای اندکی از برج آرامگاهی که مدتها گمان میرفت از آن فخرالدوله است، در آن باقی‌مانده است.

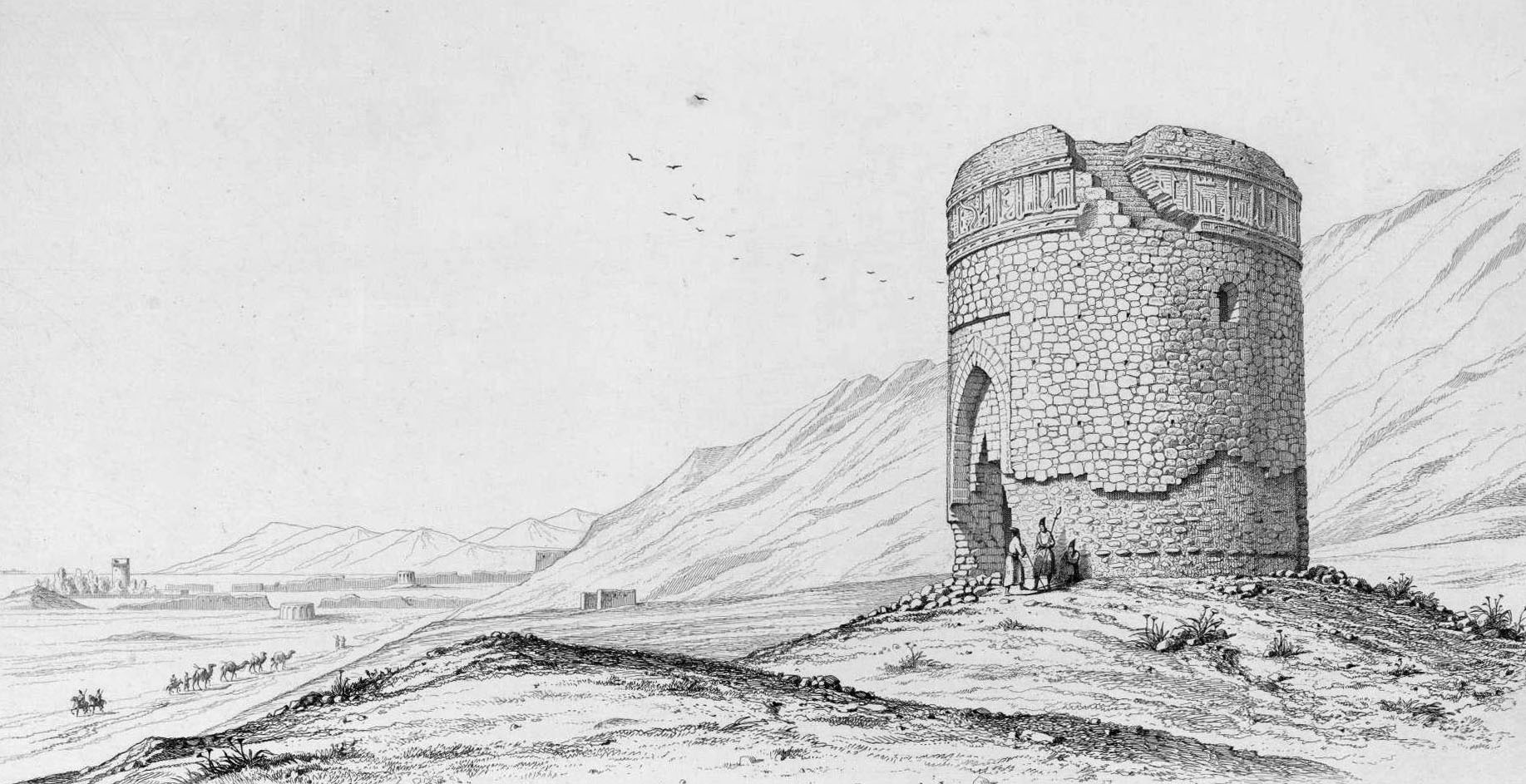
بنایی که تا مدتها گمان میرفت گنبد فخرالدوله در دامنه کوه نقارخانه است. دکتر شهریار عدل با خواندن کتیبه روی آن، این بنا را از آن «عبدالجلیل بن فارس» دانسته است. بنایی که در زمان محمدشاه قاجار گنبدش ویران شده اما خودش هنوز پابرجا بود اما امروز تنها پی این بنا باقی‌مانده است. کتیبه بنا چنین است:«بسم الله الرحمن الرحیم امر ببناء هذه القبة الشیخ الاجل السید الرئیس (ا[لمنصـ]ور؟) عبدالجلیل بن فارس الخازن (الخادم؟) غفرالله له و لوالدیه فی شهور سنة ستّ و سـ[تّین و اربعمائةٍ]»